# Neon nojimai
Neon nojimai is een spinnensoort in de taxonomische indeling van de springspinnen (Salticidae).
Het dier behoort tot het geslacht Neon. De wetenschappelijke naam van de soort werd voor het eerst geldig gepubliceerd in 1995 door Ikeda.